# Giai đoạn vòng loại và vòng play-off UEFA Conference League 2024–25
Giai đoạn vòng loại và vòng play-off UEFA Conference League 2024–25 sẽ bắt đầu vào ngày 10 tháng 7 và kết thúc vào ngày 29 tháng 8 năm 2023.
Tổng cộng có 152 đội sẽ thi đấu trong hệ thống vòng loại của UEFA Conference League 2024–25, bao gồm giai đoạn vòng loại và vòng play-off, với 20 đội ở Nhánh vô địch và 132 đội ở Nhánh chính. 24 đội thắng ở vòng play-off sẽ tiến vào vòng đấu hạng, cùng với 12 đội thua ở vòng play-off Europa League.

## Thể thức
Giai đoạn vòng loại và vòng play-off được chia thành hai nhánh – Nhánh vô địch và Nhánh chính. Nhánh vô địch bao gồm các đội bị loại khỏi Nhánh vô địch Champions League và Nhánh vô địch Europa League còn Nhánh chính bao gồm các đội đủ điều kiện thông qua giải đấu quốc nội hoặc với tư cách là đội vô địch cúp quốc gia cũng như các đội bị loại khỏi Nhánh chính Europa League.
Mỗi trận đấu sẽ thi đấu hai lượt, mỗi đội thi đấu một lượt trên sân nhà. Đội nào ghi được nhiều bàn thắng hơn ở hai lượt trận sẽ đi tiếp vào vòng tiếp theo. Nếu tổng tỷ số bằng nhau vào cuối thời gian thi đấu bình thường của trận lượt về, hiệp phụ sẽ được thi đấu và nếu cả hai đội ghi cùng số bàn thắng trong hiệp phụ, tỷ số hòa sẽ được quyết định bằng loạt sút luân lưu.
Trong lễ bốc thăm cho mỗi vòng ở Nhánh chính, các đội sẽ được xếp hạt giống dựa trên hệ số câu lạc bộ UEFA của mình vào đầu mùa giải, với các đội được chia vào các nhóm hạt giống và không hạt giống có cùng số đội. Một đội hạt giống sẽ được bốc thăm gặp một đội không được xếp hạt giống, với thứ tự các lượt trận được quyết định bằng bốc thăm. Vì danh tính của đội thắng ở vòng trước có thể không được biết tại thời điểm bốc thăm, nên việc xếp hạt giống sẽ được thực hiện với giả định rằng đội có hệ số cao hơn sẽ tiến vào vòng tiếp theo, nghĩa là nếu đội có hệ số thấp hơn đi tiếp, đội đó sẽ chỉ đơn giản là lấy hạt giống của đối thủ.
Trong các đợt bốc thăm cho mỗi vòng đấu ở Nhánh vô địch, các đội sẽ được xếp hạt giống dựa trên vòng mà đội tham gia Conference League. Do đó, sẽ không có hạt giống ở vòng loại thứ hai và thứ ba.
Trước khi bốc thăm, UEFA có thể thành lập các "nhóm" theo các nguyên tắc do Ủy ban Giải đấu Câu lạc bộ đặt ra hoàn toàn là để thuận tiện cho việc bốc thăm và không giống với bất kỳ nhóm thực tế nào theo nghĩa của cuộc thi. Các đội từ các hiệp hội có xung đột chính trị do UEFA quyết định không thể được xếp vào cùng một trận đấu. Sau lễ bốc thăm, thứ tự các trận đấu có thể bị UEFA đảo ngược do xung đột về lịch thi đấu hoặc địa điểm.

## Lịch thi đấu
Lịch thi đấu như sau. Tất cả các trận đấu đều được lên lịch diễn ra vào thứ Năm.
| Vòng               | Ngày bốc thăm | Lượt đi   | Lượt về   |
| ------------------ | ------------- | --------- | --------- |
| Vòng loại thứ nhất | 18/6/2024     | 11/7/2024 | 18/7/2024 |
| Vòng loại thứ hai  | 19/6/2024     | 25/7/2024 | 1/8/2024  |
| Vòng loại thứ ba   | 22/7/2024     | 8/8/2024  | 15/8/2024 |
| Vòng play-off      | 5/8/2024      | 22/8/2024 | 29/8/2024 |

## Các đội bóng

### Nhánh vô địch
Nhánh vô địch sẽ bao gồm các đội vô địch giải đấu quốc nội bị loại ở vòng loại Nhánh vô địch của Champions League và vòng loại Nhánh vô địch của Europa League và bao gồm các vòng sau:
- Vòng loại thứ hai (12 đội): 12 trong số 14 đội thua ở vòng loại thứ nhất Champions League (hai đội còn lại được vào thẳng vòng loại thứ ba).
- Vòng loại thứ ba (8 đội): 6 đội thắng ở vòng loại thứ hai và 2 đội thua ở vòng loại thứ nhất Champions League được vào thẳng.
- Vòng play-off (10 đội): 4 đội thắng ở vòng loại thứ ba và 6 đội thua ở vòng loại thứ ba Europa League Nhánh vô địch.

Dưới đây là các đội tham gia Nhánh vô địch (cùng với hệ số câu lạc bộ UEFA năm 2024, tuy nhiên không được sử dụng làm hạt giống cho Nhánh vô địch), được nhóm theo vòng đấu bắt đầu của họ.
| Bảng màu                                         |
| ------------------------------------------------ |
| Đội thắng ở vòng play-off tiến vào vòng đấu hạng |

| Đội                          | Hệ số  |
| ---------------------------- | ------ |
| KÍ [UEL CH Q3]               | 10.000 |
| Lincoln Red Imps [UEL CH Q3] | 9.000  |
| The New Saints [UEL CH Q3]   | 8.500  |
| Celje [UEL CH Q3]            | 4.500  |
| Panevėžys [UEL CH Q3]        | 4.000  |
| UE Santa Coloma [UEL CH Q3]  | 1.199  |

| Đội            | Hệ số  |
| -------------- | ------ |
| HJK [UCL Q1]   | 11.500 |
| Larne [UCL Q1] | 4.500  |

| Đội                         | Hệ số  |
| --------------------------- | ------ |
| Flora [UCL Q1]              | 11.000 |
| Pyunik [UCL Q1]             | 8.000  |
| Ballkani [UCL Q1]           | 6.000  |
| Dinamo Batumi [UCL Q1]      | 5.500  |
| Ħamrun Spartans [UCL Q1]    | 4.500  |
| Ordabasy [UCL Q1]           | 4.000  |
| Víkingur Reykjavík [UCL Q1] | 4.000  |
| Struga [UCL Q1]             | 3.500  |
| Differdange 03 [UCL Q1]     | 3.500  |
| Dečić [UCL Q1]              | 2.000  |
| Egnatia [UCL Q1]            | 1.475  |
| Virtus [UCL Q1]             | 0.366  |

Ghi chú
1. UEL CH Q3 Đội thua vòng loại thứ ba Europa League (Nhánh vô địch).
2. UCL Q1 Đội thua vòng loại thứ nhất Champions League.

### Nhánh chính
Nhánh chính sẽ bao gồm các đội không vô địch giải đấu và các đội vô địch cúp quốc nội và bao gồm các vòng sau:
- Vòng loại thứ nhất (50 đội): 50 đội tham dự vòng này.
- Vòng loại thứ hai (86 đội): 55 đội tham dự vòng này, 6 đội thua ở vòng loại thứ nhất Europa League Nhánh chính và 25 đội chiến thắng ở vòng loại thứ nhất.
- Vòng loại thứ ba (52 đội): 9 đội thua ở vòng loại thứ hai Europa League Nhánh chính và 43 đội thắng ở vòng loại thứ hai.
- Vòng play-off (38 đội): 5 đội vào vòng này, 7 đội thua ở vòng loại thứ 3 Europa League Nhánh chính và 26 đội thắng ở vòng loại thứ 3.

Dưới đây là các đội tham gia Nhánh chính (với hệ số câu lạc bộ UEFA 2024 ), được nhóm theo vòng xuất phát của họ.
| Bảng màu                                         |
| ------------------------------------------------ |
| Đội thắng ở vòng play-off tiến vào vòng đấu hạng |

| Đội                            | Hệ số  |
| ------------------------------ | ------ |
| Chelsea                        | 96.000 |
| Fiorentina                     | 42.000 |
| Real Betis                     | 33.000 |
| Partizan [UEL MP Q3]           | 25.500 |
| 1. FC Heidenheim               | 17.324 |
| Lens                           | 13.366 |
| Rijeka [UEL MP Q3]             | 12.000 |
| Trabzonspor [UEL MP Q3]        | 11.500 |
| Cercle Brugge [UEL MP Q3]      | 9.760  |
| Servette [UEL MP Q3]           | 9.000  |
| Panathinaikos [UEL MP Q3]      | 6.305  |
| Kryvbas Kryvyi Rih [UEL MP Q3] | 5.600  |

| Đội                             | Hệ số  |
| ------------------------------- | ------ |
| Sheriff Tiraspol [UEL MP Q2]    | 20.000 |
| Kilmarnock [UEL MP Q2]          | 7.210  |
| Silkeborg [UEL MP Q2]           | 6.290  |
| Maccabi Petah Tikva [UEL MP Q2] | 6.225  |
| Vojvodina [UEL MP Q2]           | 5.555  |
| Wisła Kraków [UEL MP Q2]        | 5.075  |
| Corvinul Hunedoara [UEL MP Q2]  | 4.275  |
| Botev Plovdiv [UEL MP Q2]       | 4.075  |
| Ružomberok [UEL MP Q2]          | 3.925  |

| Đội                   | Hệ số  |
| --------------------- | ------ |
| Copenhagen            | 51.500 |
| Gent                  | 45.000 |
| İstanbul Başakşehir   | 29.000 |
| CFR Cluj              | 26.500 |
| Legia Warsaw          | 18.000 |
| Maccabi Haifa         | 18.000 |
| Hapoel Be'er Sheva    | 17.000 |
| Djurgården            | 16.500 |
| Go Ahead Eagles       | 12.260 |
| Omonia                | 12.000 |
| Vitória de Guimarães  | 11.263 |
| Astana                | 11.000 |
| Riga                  | 11.000 |
| Olimpija Ljubljana    | 10.500 |
| Dnipro-1              | 10.500 |
| AEK Athens            | 10.000 |
| Zrinjski Mostar       | 9.500  |
| Maribor [UEL MP Q1]   | 9.500  |
| Hajduk Split          | 9.000  |
| Osijek                | 8.500  |
| Spartak Trnava        | 8.000  |
| AEK Larnaca           | 8.000  |
| Austria Wien          | 8.000  |
| Ararat-Armenia        | 8.000  |
| Vaduz                 | 8.000  |
| Dunajská Streda       | 8.000  |
| Tobol [UEL MP Q1]     | 7.500  |
| Fehérvár              | 7.500  |
| Mladá Boleslav        | 7.210  |
| Baník Ostrava         | 7.210  |
| St Mirren             | 7.210  |
| Universitatea Craiova | 7.000  |
| Brøndby               | 7.000  |
| Zürich                | 6.595  |
| St. Gallen            | 6.595  |
| Drita                 | 6.500  |
| Brann                 | 6.325  |
| Tromsø IL             | 6.325  |
| Häcken                | 6.000  |
| HB Tórshavn           | 6.000  |
| Polissya Zhytomyr     | 5.600  |
| Radnički 1923         | 5.555  |
| Śląsk Wrocław         | 5.075  |
| Progrès Niederkorn    | 4.500  |
| Iberia 1999           | 4.500  |
| Pafos [UEL MP Q1]     | 4.420  |
| Puskás Akadémia       | 4.375  |
| Paks [UEL MP Q1]      | 4.375  |
| CSKA 1948             | 4.075  |
| Cherno More           | 4.075  |
| Sabah                 | 4.025  |
| Zira [UEL MP Q1]      | 4.025  |
| Sumgayit              | 4.025  |
| St Patrick's Athletic | 4.000  |
| Zimbru Chișinău       | 2.625  |
| Llapi [UEL MP Q1]     | 2.308  |
| Ilves                 | 2.225  |
| Neman Grodno          | 2.000  |
| Cliftonville          | 2.000  |
| TransINVEST           | 1.700  |
| Sliema Wanderers      | 1.650  |

| Đội                     | Hệ số  |
| ----------------------- | ------ |
| Žalgiris                | 11.500 |
| Linfield                | 10.000 |
| KuPS                    | 10.000 |
| Breiðablik              | 8.500  |
| F91 Dudelange           | 8.500  |
| Budućnost Podgorica     | 8.000  |
| Dinamo Tbilisi          | 8.000  |
| Shkëndija               | 8.000  |
| B36 Tórshavn            | 7.000  |
| Partizani               | 6.500  |
| Sarajevo                | 6.500  |
| Inter Club d'Escaldes   | 6.000  |
| FCI Levadia             | 6.000  |
| Tirana                  | 5.500  |
| Tre Penne               | 5.500  |
| Connah's Quay Nomads    | 5.500  |
| Paide Linnameeskond     | 5.000  |
| Milsami Orhei           | 5.000  |
| Crusaders               | 4.500  |
| La Fiorita              | 4.500  |
| Liepāja                 | 4.500  |
| Derry City              | 4.000  |
| Vllaznia                | 4.000  |
| St Joseph's             | 4.000  |
| Urartu                  | 3.500  |
| Velež Mostar            | 3.500  |
| Bala Town               | 3.500  |
| Torpedo-BelAZ Zhodino   | 3.000  |
| Floriana                | 3.000  |
| Valur                   | 3.000  |
| Bravo                   | 2.650  |
| Atlètic Club d'Escaldes | 2.500  |
| Torpedo Kutaisi         | 2.500  |
| Víkingur Gøta           | 2.500  |
| Stjarnan                | 2.500  |
| Malisheva               | 2.308  |
| Aktobe                  | 2.300  |
| VPS                     | 2.225  |
| Shelbourne              | 2.175  |
| Auda                    | 2.125  |
| Noah                    | 2.125  |
| Bruno's Magpies         | 2.000  |
| UNA Strassen            | 1.725  |
| Šiauliai                | 1.700  |
| Marsaxlokk              | 1.650  |
| Tallinna Kalev          | 1.441  |
| Isloch Minsk            | 1.325  |
| Tikvesh                 | 1.200  |
| Caernarfon Town         | 1.158  |
| Mornar Bar              | 1.141  |

Ghi chú
1. UEL MP Q3 Đội thua ở vòng loại thứ ba Europa League (Nhánh chính).
2. UEL MP Q2 Đội thua ở vòng loại thứ hai Europa League (Nhánh chính).
3. UEL MP Q1 Đội thua ở vòng loại thứ nhất Europa League (Nhánh chính).

## Vòng loại thứ nhất
Lễ bốc thăm vòng loại thứ nhất được tổ chức vào ngày 18 tháng 6 năm 2024.

### Hạt giống
Tổng cộng có 50 đội sẽ thi đấu ở vòng loại thứ nhất. Việc xếp hạt giống cho các đội sẽ dựa trên hệ số câu lạc bộ UEFA năm 2024 của họ. Trước khi bốc thăm, UEFA đã phân bổ các đội vào năm bảng gồm năm đội được xếp hạt giống và năm đội không được xếp hạt giống theo các nguyên tắc do Ủy ban Giải đấu Câu lạc bộ đặt ra. Đội đầu tiên được bốc thăm ở mỗi trận đấu sẽ là đội chủ nhà ở trận lượt đi.
| Nhóm 1                                                                                    | Nhóm 1                                                                                  | Nhóm 2                                                                                 | Nhóm 2                                                                                             | Nhóm 3                                                                               | Nhóm 3                                                                                           | Nhóm 4                                                                                    | Nhóm 4                                                                | Nhóm 5                                                                                 | Nhóm 5                                                                         |
| Hạt giống                                                                                 | Không hạt giống                                                                         | Hạt giống                                                                              | Không hạt giống                                                                                    | Hạt giống                                                                            | Không hạt giống                                                                                  | Hạt giống                                                                                 | Không hạt giống                                                       | Hạt giống                                                                              | Không hạt giống                                                                |
| ----------------------------------------------------------------------------------------- | --------------------------------------------------------------------------------------- | -------------------------------------------------------------------------------------- | -------------------------------------------------------------------------------------------------- | ------------------------------------------------------------------------------------ | ------------------------------------------------------------------------------------------------ | ----------------------------------------------------------------------------------------- | --------------------------------------------------------------------- | -------------------------------------------------------------------------------------- | ------------------------------------------------------------------------------ |
| - Budućnost (2) - Shkëndija (1) - Inter Club d'Escaldes (3) - Tirana (4) - La Fiorita (5) | - Velež Mostar (6) - Torpedo Kutaisi (7) - Malisheva (8) - Noah (9) - Isloch Minsk (10) | - Breiðablik (1) - F91 Dudelange (2) - Tre Penne (3) - Crusaders (5) - St Joseph's (4) | - Floriana (6) - Atlètic Club d'Escaldes (8) - Shelbourne (7) - Tikvesh (9) - Caernarfon Town (10) | - Dinamo Tbilisi (1) - Partizani (2) - Sarajevo (4) - Milsami Orhei (3) - Urartu (5) | - Torpedo-BelAZ Zhodino (6) - Aktobe (7) - Marsaxlokk (8) - Tallinna Kalev (10) - Mornar Bar (9) | - KuPS (1) - B36 Tórshavn (2) - FCI Levadia (3) - Connah's Quay Nomads (4) - Vllaznia (5) | - Valur (10) - Bravo (7) - Auda (8) - UNA Strassen (9) - Šiauliai (6) | - Žalgiris (1) - Linfield (2) - Paide Linnameeskond (3) - Liepāja (4) - Derry City (5) | - Bala Town (6) - Víkingur (7) - Stjarnan (8) - VPS (9) - Bruno's Magpies (10) |

### Bảng tóm tắt
Các trận lượt đi diễn ra vào ngày 10 và 11 tháng 7, còn các trận lượt về diễn ra vào ngày 17 và 18 tháng 7 năm 2024.
Các đội thắng trong các trận đấu sẽ tiến vào vòng loại thứ hai Nhánh chính. Các đội thua sẽ bị loại khỏi các giải đấu châu Âu mùa giải này.
| Đội 1                   | TTSTooltip Aggregate score | Đội 2                 | Lượt đi | Lượt về      |
| ----------------------- | -------------------------- | --------------------- | ------- | ------------ |
| Velež Mostar            | 2–6                        | Inter Club d'Escaldes | 1–1     | 1–5          |
| Floriana                | 4–2                        | Tre Penne             | 3–1     | 1–1          |
| Torpedo-BelAZ Zhodino   | 2–4                        | Milsami Orhei         | 2–4     | 0–0          |
| Šiauliai                | 0–2                        | FCI Levadia           | 0–2     | 0–0          |
| Bala Town               | 2–3                        | Paide Linnameeskond   | 1–2     | 1–1 (s.h.p.) |
| La Fiorita              | 1–1 (4–2 p)                | Isloch Minsk          | 0–1     | 1–0 (s.h.p.) |
| Caernarfon Town         | 3–3 (8–7 p)                | Crusaders             | 2–0     | 1–3 (s.h.p.) |
| Tallinna Kalev          | 1–4                        | Urartu                | 1–2     | 0–2          |
| Valur                   | 6–2                        | Vllaznia              | 2–2     | 4–0          |
| Bruno's Magpies         | 3–2                        | Derry City            | 2–0     | 1–2 (s.h.p.) |
| Malisheva               | 1–3                        | Budućnost             | 1–0     | 0–3          |
| Atlètic Club d'Escaldes | 0–3                        | F91 Dudelange         | 0–1     | 0–2          |
| Partizani               | 3–2                        | Marsaxlokk            | 1–1     | 2–1          |
| Auda                    | 3–0                        | B36 Tórshavn          | 2–0     | 1–0          |
| Stjarnan                | 4–3                        | Linfield              | 2–0     | 2–3          |
| Torpedo Kutaisi         | 2–1                        | Tirana                | 1–1     | 1–0          |
| Shelbourne              | 3–2                        | St Joseph's           | 2–1     | 1–1          |
| Aktobe                  | 3–3 (3–4 p)                | Sarajevo              | 0–1     | 3–2 (s.h.p.) |
| Bravo                   | 2–1                        | Connah's Quay Nomads  | 0–1     | 2–0 (s.h.p.) |
| Liepāja                 | 1–3                        | Víkingur              | 1–1     | 0–2          |
| Noah                    | 4–1                        | Shkëndija             | 2–0     | 2–1          |
| Tikvesh                 | 4–5                        | Breiðablik            | 3–2     | 1–3          |
| Mornar Bar              | 3–2                        | Dinamo Tbilisi        | 2–1     | 1–1          |
| UNA Strassen            | 0–5                        | KuPS                  | 0–0     | 0–5          |
| VPS                     | 1–3                        | Žalgiris              | 1–2     | 0–1          |

1. 1 2 3  Thứ tự các trận đấu bị đảo ngược sau lần bốc thăm ban đầu.

## Vòng loại thứ hai
Lễ bốc thăm vòng loại thứ hai được tổ chức vào ngày 19 tháng 6 năm 2024.

### Hạt giống
Tổng cộng có 98 đội sẽ thi đấu ở vòng loại thứ hai - 12 đội ở Nhánh vô địch và 86 đội ở Nhánh chính. Hạt giống của các đội được xếp dựa trên hệ số câu lạc bộ UEFA năm 2024 của họ. Đối với những đội thắng ở vòng loại thứ nhất, mà danh tính chưa được biết tại thời điểm bốc thăm, hệ số câu lạc bộ của đội xếp hạng cao nhất còn lại trong mỗi trận đấu sẽ được sử dụng. Đối với những đội thua ở vòng loại thứ nhất Champions League và vòng loại thứ nhất Europa League, hệ số câu lạc bộ của đội xếp hạng thấp hơn trong mỗi trận đấu sẽ được sử dụng. Trước khi bốc thăm, UEFA đã thành lập các nhóm đội hạt giống và không hạt giống theo các nguyên tắc do Ủy ban Giải đấu Câu lạc bộ đặt ra. Đội đầu tiên được bốc thăm ở mỗi trận đấu sẽ là đội chủ nhà ở trận lượt đi.
| Hạt giống                                                                                            | Không hạt giống                                                                   |
| --- | --------------------------------------------------------------------------------- |
| - Dinamo Batumi[†] - Flora[†] - Ħamrun Spartans[†] - Pyunik[†] - Ordabasy[†] - Víkingur Reykjavík[†] | - Struga[†] - Differdange 03[†] - Dečić[†] - Egnatia[†] - Ballkani[†] - Virtus[†] |

| Nhóm 1                                                                    | Nhóm 1                                                                                 | Nhóm 2                                                                           | Nhóm 2                                                                       | Nhóm 3                                                                            | Nhóm 3                                                                                          |
| Hạt giống                                                                 | Không hạt giống                                                                        | Hạt giống                                                                        | Không hạt giống                                                              | Hạt giống                                                                         | Không hạt giống                                                                                 |
| ------------------------------------------------------------------------- | -------------------------------------------------------------------------------------- | -------------------------------------------------------------------------------- | ---------------------------------------------------------------------------- | --------------------------------------------------------------------------------- | ----------------------------------------------------------------------------------------------- |
| - Copenhagen - F91 Dudelange[††] - Go Ahead Eagles - St Mirren - Auda[††] | - Brann - Häcken - Bruno's Magpies[††] - Valur[††] - Cliftonville                      | - Başakşehir - Hapoel Be'er Sheva - Omonia - Fehérvár - St. Gallen               | - Torpedo Kutaisi[††] - Cherno More - La Fiorita[††] - Sumgayit - Tobol[†††] | - Legia Warsaw - Hajduk Split - Breiðablik[††] - Austria Wien - Mladá Boleslav    | - Drita - HB Tórshavn - Caernarfon Town[††] - Ilves - TransINVEST                               |
| Nhóm 4                                                                    | Nhóm 4                                                                                 | Nhóm 5                                                                           | Nhóm 5                                                                       | Nhóm 6                                                                            | Nhóm 6                                                                                          |
| Hạt giống                                                                 | Không hạt giống                                                                        | Hạt giống                                                                        | Không hạt giống                                                              | Hạt giống                                                                         | Không hạt giống                                                                                 |
| - Dnipro-1 - Zrinjski Mostar - Osijek - Budućnost[††] - Noah[††]          | - FCI Levadia[††] - Bravo[††] - Puskás Akadémia - CSKA 1948 - Sliema Wanderers         | - Žalgiris[††] - Riga - Olimpija Ljubljana - DAC Dunajská Streda - Baník Ostrava | - Polissya Zhytomyr - Śląsk Wrocław - Pafos[†††] - Zira[†††] - Urartu[††]    | - Djurgården - Vitória de Guimarães - AEK Athens - Universitatea Craiova - Zürich | - Inter Club d'Escaldes[††] - Floriana[††] - Progrès Niederkorn - Maribor[†††] - Shelbourne[††] |
| Nhóm 7                                                                    | Nhóm 7                                                                                 | Nhóm 8                                                                           | Nhóm 8                                                                       | Nhóm 9                                                                            | Nhóm 9                                                                                          |
| Hạt giống                                                                 | Không hạt giống                                                                        | Hạt giống                                                                        | Không hạt giống                                                              | Hạt giống                                                                         | Không hạt giống                                                                                 |
| - Gent - Stjarnan[††] - KuPS[††] - Vaduz - Brøndby                        | - Tromsø - Paide Linnameeskond[††] - Víkingur[††] - St Patrick's Athletic - Llapi[†††] | - CFR Cluj - Spartak Trnava - Ararat-Armenia - Mornar[††]                        | - Sarajevo - Radnički 1923 - Zimbru Chișinău - Neman Grodno                  | - Maccabi Haifa - Astana - AEK Larnaca - Partizani[††] }}                         | - Milsami Orhei[††] - Iberia 1999 - Đội thua ở EL Q1 trận 3[†††] - Sabah                        |

Ghi chú
1. † Những đội thua ở vòng loại thứ nhất Champions League, danh tính chưa được biết tại thời điểm bốc thăm. Các đội in nghiêng đã thua một đội có hệ số thấp hơn, do đó về cơ bản sẽ phải lấy hệ số của đối thủ trong quá trình bốc thăm.
2. †† Những đội thắng ở vòng loại thứ nhất, danh tính chưa được biết tại thời điểm bốc thăm. Các đội in nghiêng đã thắng một đội có hệ số cao hơn, do đó về cơ bản sẽ được lấy hệ số của đối thủ trong quá trình bốc thăm.
3. ††† Những đội thua ở vòng loại thứ nhất Europa League, danh tính chưa được biết tại thời điểm bốc thăm. Các đội in nghiêng đã thua một đội có hệ số thấp hơn, do đó về cơ bản sẽ phải lấy hệ số của đối thủ trong quá trình bốc thăm.

### Bảng tóm tắt
Lượt đi diễn ra vào ngày 23, 24 và 25 tháng 7 và lượt về diễn ra vào ngày 30, 31 tháng 7 và 1 tháng 8 năm 2024.
Những đội thắng trong các trận đấu sẽ tiến vào vòng loại thứ ba theo lộ trình tương ứng. Đội thua sẽ bị loại khỏi các giải đấu châu Âu trong mùa giải này.
| Đội 1              | TTSTooltip Aggregate score | Đội 2           | Lượt đi | Lượt về      |
| ------------------ | -------------------------- | --------------- | ------- | ------------ |
| HJK                | Đặc cách                   | N/A             | —       | —            |
| Larne              | Đặc cách                   | N/A             | —       | —            |
| Differdange 03     | 4–4 (3–4 p)                | Ordabasy        | 1–0     | 3–4 (s.h.p.) |
| Víkingur Reykjavík | 2–1                        | Egnatia         | 0–1     | 2–0          |
| Virtus             | 2–5                        | Flora           | 0–0     | 2–5 (s.h.p.) |
| Struga             | 3–4                        | Pyunik          | 2–1     | 1–3          |
| Dinamo Batumi      | 0–2                        | Dečić           | 0–2     | 0–0          |
| Ballkani           | 2–0                        | Ħamrun Spartans | 0–0     | 2–0          |

| Đội 1                 | TTSTooltip Aggregate score | Đội 2                 | Lượt đi | Lượt về      |
| --------------------- | -------------------------- | --------------------- | ------- | ------------ |
| Go Ahead Eagles       | 1–2                        | Brann                 | 0–0     | 1–2          |
| Omonia                | 5–2                        | Torpedo Kutaisi       | 3–1     | 2–1          |
| Breiðablik            | 1–3                        | Drita                 | 1–2     | 0–1          |
| Osijek                | 6–1                        | FCI Levadia           | 5–1     | 1–0          |
| Olimpija Ljubljana    | 4–1                        | Polissya Zhytomyr     | 2–0     | 2–1          |
| AEK Athens            | 8–3                        | Inter Club d'Escaldes | 4–3     | 4–0          |
| KuPS                  | 0–2                        | Tromsø                | 0–1     | 0–1          |
| Valur                 | 1–4                        | St Mirren             | 0–0     | 1–4          |
| Sumgayit              | 1–2                        | Fehérvár              | 1–2     | 0–0          |
| Ilves                 | 5–5 (5–4 p)                | Austria Wien          | 2–1     | 3–4 (s.h.p.) |
| CSKA 1948             | 2–1                        | Budućnost             | 1–0     | 1–1          |
| Zira                  | 6–1                        | DAC Dunajská Streda   | 4–0     | 2–1          |
| Maribor               | 4–3                        | Universitatea Craiova | 2–0     | 2–3          |
| St Patrick's Athletic | 5–3                        | Vaduz                 | 3–1     | 2–2          |
| Bruno's Magpies       | 1–8                        | Copenhagen            | 0–3     | 1–5          |
| Başakşehir            | 10–1                       | La Fiorita            | 6–1     | 4–0          |
| Legia Warsaw          | 11–0                       | Caernarfon Town       | 6–0     | 5–0          |
| Dnipro-1              | 0–6                        | Puskás Akadémia       | 0–3     | 0–3          |
| Žalgiris              | 2–4                        | Pafos                 | 2–1     | 0–3          |
| Djurgården            | 3–1                        | Progrès Niederkorn    | 3–0     | 0–1          |
| Gent                  | 7–1                        | Víkingur              | 4–1     | 3–0          |
| F91 Dudelange         | 3–12                       | Häcken                | 2–6     | 1–6          |
| Hapoel Be'er Sheva    | 2–1                        | Cherno More           | 0–0     | 2–1          |
| Hajduk Split          | 2–0                        | HB Tórshavn           | 2–0     | 0–0          |
| Zrinjski Mostar       | 3–2                        | Bravo                 | 0–1     | 3–1          |
| Riga                  | 2–3                        | Śląsk Wrocław         | 1–0     | 1–3          |
| Floriana              | 0–5                        | Vitória de Guimarães  | 0–1     | 0–4          |
| Stjarnan              | 2–5                        | Paide Linnameeskond   | 2–1     | 0–4          |
| Cliftonville          | 1–4                        | Auda                  | 1–2     | 0–2          |
| St. Gallen            | 5–1                        | Tobol                 | 4–1     | 1–0          |
| Mladá Boleslav        | 3–0                        | TransINVEST           | 2–0     | 1–0          |
| Noah                  | 7–0                        | Sliema Wanderers      | 7–0     | 0–0          |
| Baník Ostrava         | 7–1                        | Urartu                | 5–1     | 2–0          |
| Zürich                | 3–0                        | Shelbourne            | 3–0     | 0–0          |
| Brøndby               | 8–2                        | Llapi                 | 6–0     | 2–2          |
| CFR Cluj              | 5–0                        | Neman Grodno          | 0–0     | 5–0          |
| Zimbru Chișinău       | 1–6                        | Ararat-Armenia        | 0–3     | 1–3          |
| Radnički 1923         | 2–2 (3–4 p)                | Mornar                | 1–0     | 1–2 (s.h.p.) |
| Sarajevo              | 0–3                        | Spartak Trnava        | 0–0     | 0–3          |
| Maccabi Haifa         | 6–6 (2–3 p)                | Sabah                 | 0–3     | 6–3 (s.h.p.) |
| Paks                  | 5–0                        | AEK Larnaca           | 3–0     | 2–0          |
| Iberia 1999           | 2–0                        | Partizani             | 2–0     | 0–0          |
| Milsami Orhei         | 1–2                        | Astana                | 1–1     | 0–1          |

1. 1 2 3  Thứ tự các trận đấu bị đảo ngược sau lần bốc thăm ban đầu.
2. 1 2  Dnipro-1 không thể thi đấu do phá sản.[6]

## Vòng loại thứ ba
Lễ bốc thăm vòng loại thứ ba được tổ chức vào ngày 22 tháng 7 năm 2024.

### Hạt giống
Tổng cộng có 60 đội sẽ chơi ở vòng loại thứ ba - 8 đội ở Nhánh vô địch và 52 đội ở Nhánh chính. Việc xếp hạt giống cho các đội sẽ dựa trên hệ số câu lạc bộ UEFA năm 2024 của họ. Đối với những đội thắng ở vòng loại thứ hai, danh tính sẽ không được biết tại thời điểm bốc thăm, hệ số câu lạc bộ của đội xếp hạng cao nhất còn lại trong mỗi trận đấu sẽ được sử dụng. Đối với những đội thua ở vòng loại thứ hai Europa League, hệ số câu lạc bộ của đội xếp hạng thấp hơn trong mỗi trận đấu sẽ được sử dụng. Trước khi bốc thăm, UEFA có thể thành lập các nhóm gồm các đội được xếp hạng và không được xếp hạng theo các nguyên tắc do Ủy ban Giải đấu Câu lạc bộ đặt ra. Đội đầu tiên được bốc thăm ở mỗi trận đấu sẽ là đội chủ nhà ở trận lượt đi.
| Hạt giống                                  | Không hạt giống                                          |
| ------------------------------------------ | -------------------------------------------------------- |
| - HJK - Flora[†] - Pyunik[†] - Ballkani[†] | - Dečić[†] - Larne - Ordabasy[†] - Víkingur Reykjavík[†] |

| Nhóm 1                                                                             | Nhóm 1                                                                                               | Nhóm 2                                                                                                  | Nhóm 2                                                                                                | Nhóm 3                                                                     | Nhóm 3                                                                                 |
| Hạt giống                                                                          | Không hạt giống                                                                                      | Hạt giống                                                                                               | Không hạt giống                                                                                       | Hạt giống                                                                  | Không hạt giống                                                                        |
| ---------------------------------------------------------------------------------- | --- | --- | --- | -------------------------------------------------------------------------- | -------------------------------------------------------------------------------------- |
| - Başakşehir[†] - Sabah[†] - Hapoel Be'er Sheva[†] - Astana[†] - Paks[†]           | - St Patrick's Athletic[†] - Mladá Boleslav[†] - Iberia 1999[†] - Mornar[†] - Corvinul Hunedoara[††] | - Legia Warsaw[†] - Brann[†] - Tromsø[†] - Hajduk Split[†] - Häcken[†]                                  | - St Mirren[†] - Kilmarnock[††] - Brøndby[†] - Paide Linnameeskond[†] - Ružomberok[††]                | - CFR Cluj[†] - Pafos[†] - Puskás Akadémia[†] - AEK Athens[†] - Maribor[†] | - CSKA 1948[†] - Ararat-Armenia[†] - Maccabi Petah Tikva[††] - Vojvodina[††] - Noah[†] |
| Nhóm 4                                                                             | Nhóm 4                                                                                               | Nhóm 5                                                                                                  | Nhóm 5                                                                                                |                                                                            |                                                                                        |
| Hạt giống                                                                          | Không hạt giống                                                                                      | Hạt giống                                                                                               | Không hạt giống                                                                                       |                                                                            |                                                                                        |
| - Gent[†] - Djurgården[†] - Vitória de Guimarães[†] - Drita[†] - Spartak Trnava[†] | - Ilves[†] - Zürich[†] - Silkeborg[††] - Wisła Kraków[††] - Auda[†]                                  | - Copenhagen[†] - Omonia[†] - Śląsk Wrocław[†] - Olimpija Ljubljana[†] - Zrinjski Mostar[†] - Osijek[†] | - Zira[†] - St. Gallen[†] - Fehérvár[†] - Baník Ostrava[†] - Sheriff Tiraspol[††] - Botev Plovdiv[††] |                                                                            |                                                                                        |

Ghi chú
1. † Đội thắng ở vòng loại thứ hai, danh tính sẽ không được biết tại thời điểm bốc thăm. Các đội in nghiêng đã thắng một đội có hệ số cao hơn, do đó về cơ bản sẽ được lấy hệ số của đối thủ trong quá trình bốc thăm.
2. †† Đội thua ở vòng loại thứ hai Europa League, danh tính sẽ không được biết tại thời điểm bốc thăm. Các đội in nghiêng đã thua một đội có hệ số thấp hơn, do đó về cơ bản sẽ phải lấy hệ số của đối thủ trong quá trình bốc thăm.

### Bảng tóm tắt
Lượt đi diễn ra vào ngày 6, 7 và 8 tháng 8, và lượt về diễn ra vào ngày 13, 14 và 15 tháng 8 năm 2024.
Đội thắng sẽ tiến vào vòng play-off theo con đường tương ứng của họ. Đội thua sẽ bị loại khỏi các giải đấu châu Âu trong mùa giải này.
| Đội 1              | TTSTooltip Aggregate score | Đội 2  | Lượt đi | Lượt về      |
| ------------------ | -------------------------- | ------ | ------- | ------------ |
| Víkingur Reykjavík | 3–2                        | Flora  | 1–1     | 2–1          |
| Ordabasy           | 0–2                        | Pyunik | 0–1     | 0–1          |
| Ballkani           | 1–1 (1–4 p)                | Larne  | 0–1     | 1–0 (s.h.p.) |
| HJK                | 2–2 (4–3 p)                | Dečić  | 1–0     | 1–2 (s.h.p.) |

| Đội 1                 | TTSTooltip Aggregate score | Đội 2                | Lượt đi | Lượt về      |
| --------------------- | -------------------------- | -------------------- | ------- | ------------ |
| Mladá Boleslav        | 5–3                        | Hapoel Be'er Sheva   | 1–1     | 4–2          |
| Kilmarnock            | 3–2                        | Tromsø               | 2–2     | 1–0          |
| Ararat-Armenia        | 3–4                        | Puskás Akadémia      | 0–1     | 3–3          |
| Zürich                | 0–5                        | Vitória de Guimarães | 0–3     | 0–2          |
| Paks                  | 5–2                        | Mornar               | 3–0     | 2–2          |
| Häcken                | 7–2                        | Paide Linnameeskond  | 6–1     | 1–1          |
| Maribor               | 2–2 (4–2 p)                | Vojvodina            | 2–1     | 0–1 (s.h.p.) |
| Spartak Trnava        | 4–4 (11–12 p)              | Wisła Kraków         | 3–1     | 1–3 (s.h.p.) |
| St Patrick's Athletic | 2–0                        | Sabah                | 1–0     | 1–0          |
| St Mirren             | 2–4                        | Brann                | 1–1     | 1–3          |
| CSKA 1948             | 2–5                        | Pafos                | 2–1     | 0–4 (s.h.p.) |
| Ilves                 | 2–4                        | Djurgården           | 1–1     | 1–3          |
| Corvinul Hunedoara    | 2–8                        | Astana               | 1–2     | 1–6          |
| Ružomberok            | 1–0                        | Hajduk Split         | 0–0     | 1–0          |
| Noah                  | 3–2                        | AEK Athens           | 3–1     | 0–1          |
| Auda                  | 2–3                        | Drita                | 1–0     | 1–3 (s.h.p.) |
| Iberia 1999           | 0–3                        | Başakşehir           | 0–1     | 0–2          |
| Brøndby               | 3–4                        | Legia Warsaw         | 2–3     | 1–1          |
| Maccabi Petah Tikva   | 0–2                        | CFR Cluj             | 0–1     | 0–1          |
| Silkeborg             | 4–5                        | Gent                 | 2–2     | 2–3 (s.h.p.) |
| Osijek                | 3–3 (1–2 p)                | Zira                 | 1–1     | 2–2 (s.h.p.) |
| St. Gallen            | 4–3                        | Śląsk Wrocław        | 2–0     | 2–3          |
| Botev Plovdiv         | 2–3                        | Zrinjski Mostar      | 2–1     | 0–2          |
| Omonia                | 3–0                        | Fehérvár             | 1–0     | 2–0          |
| Copenhagen            | 1–1 (2–1 p)                | Baník Ostrava        | 1–0     | 0–1 (s.h.p.) |
| Olimpija Ljubljana    | 4–0                        | Sheriff Tiraspol     | 3–0     | 1–0          |

## Vòng play-off
Lễ bốc thăm vòng play-off được tổ chức vào ngày 5 tháng 8 năm 2024.

### Hạt giống
Tổng cộng có 48 đội sẽ thi đấu ở vòng loại thứ ba - 10 đội ở Nhánh vô địch và 38 đội ở Nhánh chính. Việc xếp hạt giống cho các đội sẽ dựa trên hệ số câu lạc bộ UEFA năm 2024 của họ. Đối với những đội chiến thắng ở vòng loại thứ ba, danh tính sẽ không được biết tại thời điểm bốc thăm, hệ số câu lạc bộ của đội xếp hạng cao nhất còn lại trong mỗi trận đấu sẽ được sử dụng. Đối với những đội thua ở vòng loại thứ ba Europa League, hệ số câu lạc bộ của đội xếp hạng thấp hơn trong mỗi trận đấu sẽ được sử dụng. Trước khi bốc thăm, UEFA có thể thành lập các nhóm gồm các đội được xếp hạng và không được xếp hạng theo các nguyên tắc do Ủy ban Giải đấu Câu lạc bộ đặt ra. Đội đầu tiên được bốc thăm ở mỗi trận đấu sẽ là đội chủ nhà ở trận lượt đi.
| Hạt giống                                                                    | Không hạt giống                                                                   |
| ---------------------------------------------------------------------------- | --------------------------------------------------------------------------------- |
| - HJK[†] - Víkingur Reykjavík[†] - Pyunik[†] - The New Saints[††] - Larne[†] | - KÍ[††] - Celje[††] - Lincoln Red Imps[††] - Panevėžys[††] - UE Santa Coloma[††] |

| Nhóm 1                                                                  | Nhóm 1                                                                    | Nhóm 2                                                                                       | Nhóm 2                                                                       | Nhóm 3                                                                                     | Nhóm 3                                                                             | Nhóm 4                                         | Nhóm 4                                                             |
| Hạt giống                                                               | Không hạt giống                                                           | Hạt giống                                                                                    | Không hạt giống                                                              | Hạt giống                                                                                  | Không hạt giống                                                                    | Hạt giống                                      | Không hạt giống                                                    |
| ----------------------------------------------------------------------- | ------------------------------------------------------------------------- | -------------------------------------------------------------------------------------------- | ---------------------------------------------------------------------------- | ------------------------------------------------------------------------------------------ | ---------------------------------------------------------------------------------- | ---------------------------------------------- | ------------------------------------------------------------------ |
| - Copenhagen[†] - 1. FC Heidenheim - Lens - Omonia[†] - Trabzonspor[††] | - Zira[†] - Kilmarnock[†] - St. Gallen[†] - Panathinaikos[††] - Häcken[†] | - Fiorentina - Olimpija Ljubljana[†] - Legia Warsaw[†] - Vitória de Guimarães[†] - Astana[†] | - Zrinjski Mostar[†] - Puskás Akadémia[†] - Brann[†] - Drita[†] - Rijeka[††] | - Chelsea - İstanbul Başakşehir[†] - Mladá Boleslav[†] - Djurgården[†] - Cercle Brugge[††] | - Maribor[†] - Servette[††] - Wisła Kraków[†] - Paks[†] - St Patrick's Athletic[†] | - Gent[†] - Real Betis - CFR Cluj[†] - Noah[†] | - Ružomberok[†] - Partizan[††] - Kryvbas Kryvyi Rih[††] - Pafos[†] |

Ghi chú
1. † Những đội thắng ở vòng loại thứ ba, danh tính sẽ không được biết tại thời điểm bốc thăm. Các đội in nghiêng đã thắng một đội có hệ số cao hơn, do đó về cơ bản sẽ được lấy hệ số của đối thủ trong quá trình bốc thăm.
2. †† Những đội thua ở vòng loại thứ ba Europa League, danh tính sẽ không được biết tại thời điểm bốc thăm. Các đội in nghiêng đã thua một đội có hệ số thấp hơn, do đó về cơ bản sẽ phải lấy hệ số của đối thủ trong quá trình bốc thăm.

### Bảng tóm tắt
Trận lượt đi diễn ra vào ngày 20, 21 và 22 tháng 8 và lượt về diễn ra vào ngày 28 và 29 tháng 8 năm 2024.
Đội thắng sẽ tiến vào vòng đấu hạng. Đội thua sẽ bị loại khỏi các giải đấu châu Âu mùa giải này.
| Đội 1              | TTSTooltip Aggregate score | Đội 2           | Lượt đi | Lượt về |
| ------------------ | -------------------------- | --------------- | ------- | ------- |
| Lincoln Red Imps   | 3–4                        | Larne           | 2–1     | 1–3     |
| Pyunik             | 2–4                        | Celje           | 1–0     | 1–4     |
| Víkingur Reykjavík | 5–0                        | UE Santa Coloma | 5–0     | 0–0     |
| Panevėžys          | 0–3                        | The New Saints  | 0–3     | 0–0     |
| KÍ                 | 3–4                        | HJK             | 2–2     | 1–2     |

| Đội 1                 | TTSTooltip Aggregate score | Đội 2               | Lượt đi | Lượt về      |
| --------------------- | -------------------------- | ------------------- | ------- | ------------ |
| Omonia                | 6–1                        | Zira                | 6–0     | 0–1          |
| St. Gallen            | 1–1 (5–4 p)                | Trabzonspor         | 0–0     | 1–1          |
| Lens                  | 2–3                        | Panathinaikos       | 2–1     | 0–2          |
| BK Häcken             | 3–5                        | 1. FC Heidenheim    | 1–2     | 2–3          |
| Copenhagen            | 3–1                        | Kilmarnock          | 2–0     | 1–1          |
| Vitória de Guimarães  | 7–0                        | Zrinjski Mostar     | 3–0     | 4–0          |
| Brann                 | 2–3                        | Astana              | 2–0     | 0–3          |
| Legia Warsaw          | 3–0                        | Drita               | 2–0     | 1–0          |
| Rijeka                | 1–6                        | Olimpija Ljubljana  | 1–1     | 0–5          |
| Fiorentina            | 4–4 (5–4 p)                | Puskás Akadémia     | 3–3     | 1–1 (s.h.p.) |
| Djurgården            | 2–0                        | Maribor             | 1–0     | 1–0          |
| Wisła Kraków          | 5–7                        | Cercle Brugge       | 1–6     | 4–1          |
| Mladá Boleslav        | 5–2                        | Paks                | 2–2     | 3–0          |
| St Patrick's Athletic | 0–2                        | İstanbul Başakşehir | 0–0     | 0–2          |
| Chelsea               | 3–2                        | Servette            | 2–0     | 1–2          |
| CFR Cluj              | 1–3                        | Pafos               | 1–0     | 0–3          |
| Partizan              | 0–2                        | Gent                | 0–1     | 0–1          |
| Kryvbas Kryvyi Rih    | 0–5                        | Real Betis          | 0–2     | 0–3          |
| Noah                  | 4–3                        | Ružomberok          | 3–0     | 1–3          |